# Waldrada (Langobardisch prinses)
Waldrada (geb. ca. 530) was een Langobardische prinses, de dochter van Wacho en Austrigusa, die achtereenvolgens was getrouwd met:
1. Theudowald (jong gestorven), huwelijk was kinderloos
2. Chlotarius I, een haastig huwelijk om Chlotarius in staat te stellen om het koninkrijk van Theudowald te erven. Het huwelijk moest snel worden ontbonden onder druk van de geestelijkheid, Gregorius van Tours spreekt niet van een huwelijk maar noemt alleen dat Chlotarius gemeenschap had met Waldrada. Huwelijk was kinderloos
3. Garibald I van Beieren. Hun huwelijk droeg bij aan de goede verstandhoudingen tussen Garibald en de Longobarden. Zij hadden de volgende kinderen: Tassilo, Clotarius, Theodelinde, Gundoald

Bron: de artikelen over Theudowald, Chlotarius I en Garibald I van Beieren.